# Indian Standard Time

På kartan är staden Mirzapur markerad samt den 82.5° E longituden som används som referenslongitud för Indian Standard Time

Indian Standard Time (IST) är tidszonen som används i Indien och har en tidsskillnad på UTC+5:30. Indien tillämpar ingen sommartid.